# 暗夜蛾属
暗夜蛾属（学名：Phragmatiphila）是夜蛾科下的一个属。

## 下属物种
本属包括以下物种：
- Phragmatiphila nexa Hübner, 1808